# Павілліон (Вайомінг)
Павілліон (англ. Pavillion) — місто (англ. town) в США, в окрузі Фремонт штату Вайомінг. Населення — 230 осіб (2020).

## Географія
Павілліон розташований за координатами 43°14′38″ пн. ш. 108°41′22″ зх. д. / 43.24389° пн. ш. 108.68944° зх. д. (43.243807, -108.689477).  За даними Бюро перепису населення США в 2010 році місто мало площу 0,54 км², уся площа — суходіл.

### Клімат
| Клімат : Павілліон                 | Клімат : Павілліон | Клімат : Павілліон | Клімат : Павілліон | Клімат : Павілліон | Клімат : Павілліон | Клімат : Павілліон | Клімат : Павілліон | Клімат : Павілліон | Клімат : Павілліон | Клімат : Павілліон | Клімат : Павілліон | Клімат : Павілліон | Клімат : Павілліон |
| Показник                           | Січ.               | Лют.               | Бер.               | Квіт.              | Трав.              | Черв.              | Лип.               | Серп.              | Вер.               | Жовт.              | Лист.              | Груд.              | Рік                |
| Абсолютний максимум, °C            | 17,2               | 21,1               | 24,4               | 27,2               | 32,2               | 35,6               | 37,8               | 37,8               | 36,1               | 28,3               | 20,6               | 18,3               | 37,8               |
| Середній максимум, °C              | 0,2                | 3,6                | 9,4                | 14,7               | 19,7               | 25,3               | 29,2               | 28,2               | 22,3               | 15,3               | 5,4                | 0,6                | 14,5               |
| Середня температура, °C            | −6,2               | −3,2               | 2,1                | 6,9                | 11,9               | 16,9               | 20,3               | 19,5               | 13,9               | 7,8                | −0,7               | −5,7               | 7,0                |
| Середній мінімум, °C               | −12,7              | −10                | −5,2               | −0,9               | 4,0                | 8,4                | 11,5               | 10,7               | 5,6                | 0,3                | −6,9               | −11,9              | −0,6               |
| Абсолютний мінімум, °C             | −37,8              | −32,8              | −27,2              | −17,8              | −8,3               | −6,7               | 1,7                | 1,1                | −9,4               | −20,6              | −30                | −40                | −40                |
| Норма опадів, мм                   | 5                  | 5                  | 9                  | 25                 | 45                 | 24                 | 20                 | 14                 | 23                 | 14                 | 9                  | 5                  | 198                |
| ---------------------------------- | ------------------ | ------------------ | ------------------ | ------------------ | ------------------ | ------------------ | ------------------ | ------------------ | ------------------ | ------------------ | ------------------ | ------------------ | ------------------ |
| Джерело: NOAA (normals, 1971–2000) |                    |                    |                    |                    |                    |                    |                    |                    |                    |                    |                    |                    |                    |

## Демографія
Згідно з переписом 2010 року, у місті мешкала 231 особа в 95 домогосподарствах у складі 64 родин. Густота населення становила 428 осіб/км².  Було 108 помешкань (200/км²).
Расовий склад населення:
| - 93,1 % — білих - 3,0 % — корінних американців - 0,4 % — азіатів |

До двох чи більше рас належало 3,0 %. Частка іспаномовних становила 5,6 % від усіх жителів.
За віковим діапазоном населення розподілялося таким чином: 23,8 % — особи молодші 18 років, 57,6 % — особи у віці 18—64 років, 18,6 % — особи у віці 65 років та старші. Медіана віку мешканця становила 42,3 року. На 100 осіб жіночої статі у місті припадало 95,8 чоловіків;  на 100 жінок у віці від 18 років та старших — 79,6 чоловіків також старших 18 років.
Середній дохід на одне домашнє господарство  становив 55 180 доларів США (медіана — 48 661), а середній дохід на одну сім'ю — 61 612 долари (медіана — 53 750). За межею бідності перебувало 16,0 % осіб, у тому числі 23,9 % дітей у віці до 18 років та 5,7 % осіб у віці 65 років та старших.
Цивільне працевлаштоване населення становило 120 осіб. Основні галузі зайнятості: освіта, охорона здоров'я та соціальна допомога — 43,3 %, мистецтво, розваги та відпочинок — 15,0 %, роздрібна торгівля — 10,0 %, сільське господарство, лісництво, риболовля — 9,2 %.
За даними перепису 2000 року,
на території муніципалітету мешкало 165 людей, було 77 садиб та 50 сімей.
Густота населення становила 335,3 осіб/км². Було 89 житлових будинків.
З 77 садиб у 23,4% проживали діти до 18 років, подружніх пар, що мешкали разом, було 54,5 %,
садиб, у яких господиня не мала чоловіка — 9,1 %, садиб без сім'ї — 33,8 %.
Власники 31,2 % садиб мали вік, що перевищував 65 років, а в 15,6 % садиб принаймні одна людина була старшою за 65 років.
Кількість людей у середньому на садибу становила 2,14, а в середньому на родину 2,69.
Середній річний дохід на садибу становив 33 125 доларів США, а на родину — 41 250 доларів США.
Чоловіки мали дохід 30 833 доларів, жінки — 19 167 доларів.
Дохід на душу населення був 17 790 доларів.
Приблизно 3,3 % родин та 3,5 % населення жили за межею бідності.
Середній вік населення становив 44 років.